# Double Fake Under the Gundam
《機動野史鋼彈 Double Fake》（ダブルフェイク アンダー・ザ・ガンダム）是朝霧鐵矢的GUNDAM漫畫系列作品，由於漫畫中文版在市面上處於絕版狀態令知名度降低。

## 故事背景
U.C.0090，從第一次新自護抗戰結束後，地球聯邦軍執行的政策開始對宇宙殖民地的居民反感，為了平息民憤，所以宇宙殖民地公社為中心展開重建宇宙殖民地計劃。當中受到地球聯邦軍的護衛下重建SIDE 6的民間修理公司莫諾頓社突然被反地球連邦軍組織NSP（New Summer Project）的激進分子卡勒德襲擊，另一方面新自護開始為殖民地落下計劃暗中進行。

## 作品解說
在故事的時間軸上，本作被安排於機動戰士GUNDAM ZZ和機動戰士GUNDAM 逆襲的夏亞之間，故事以從事重建工作的民間修理公司莫諾頓社及高達狂熱者達力為中心，主要是描寫兩個作品之間各方面的故事。影視作品（動畫、CG動畫、寫真等）以外的高達作品，常常被Sunrise以非官方故事處理，但是本作就被納入宇宙世紀年表記載，好像受到Sunrise重視的作品。
雖然本作是以原創的機動戰士和登場人物作為主軸，不過在機動戰士GUNDAM ZZ裡登場的依莉亞·巴佐姆，以新生新自護軍軍官的身份在本作登場，以及在機動戰士GUNDAM 逆襲的夏亞裡登場的積根和乍德·德卡都有登場。
在雜誌連載後被BANDAI推出單行本發售，不久變成絕版，因而知名度變得持續低下。直到被在PlayStation上發行的遊戲、SD Gundam GGENERATION-F收錄本作的機動戰士和人物後，才因而受到關注，在2002年被電擊復刊推出單行本。
雜誌連載的時候是以「Double Fake」的標題，不過在單行本推出的時候標題改為「Under the Gundam」，因此在復刊的時候變成「Double fake under The Gundam」。

## 登場人物

### 莫諾頓社
- 達力·艾爾·鋼滋

本故事的主角，莫諾頓社的成員，一名高達狂熱份子，還要親手拼裝一部高達。平時以維修為工作，後來因為重建SIDE 5的情況下受到卡勒德襲擊，因以被迫同地球聯邦軍合作。
- 潔麗·羅傑思

莫諾頓社的成員，達力的朋友，戰後與達力結婚。
- 愛因

莫諾頓社的成員，達力的朋友。

### 地球聯邦軍（阿拉哈斯隊）
- 阿魯巴

阿拉哈斯隊的技師。
- 安迪克

阿拉哈斯隊的機動戰士駕駛員。
- 桃絲
- 溫頓·馬薩利斯

阿拉哈斯隊的機動戰士駕駛員。
- 費爾德

阿拉哈斯隊的艦長。
- 加崎

地球聯邦軍中尉，阿拉哈斯隊的機動戰士駕駛員。
- 瑪琦
- 美香代
- 桃夕

### 卡勒德
- 亞爾薇妮希卡·基斯多（亞妮）

卡勒德的成員，初次出擊就與達利發生戰鬥，之後得到達利的幫助下成為朋友。
- 提馬特

卡勒德的機動戰士駕駛員，之後就向新自護合流。
- 藍江

卡勒德的參謀。

### 新自護
- 依莉亞·巴佐姆

在機動戰士GUNDAM ZZ登場，在本作品以艦長身份出場，新自護中佐，與卡勒德合作向地球聯邦軍交戰。
- 傑達

依莉亞·巴佐姆的副官，新自護中尉，主要駕駛乍德·德卡作戰。
- 希

研究所被試驗的少年，與丹是雙生子的關係，同時是新人類。
- 丹

研究所被試驗的少年，同希一樣是新人類。
- 星希亞·哈斯

研究所的職員，主要進行收集希和丹的戰鬥數據。

## 登場機體

### 莫諾頓社
MWS-19051G D 鋼彈 1 號機
達利在 AE 社的子公司 ─ 莫諾頓社的援助下，用各種 MS 零件製造出來的作業用 MS，材質與正統鋼彈不同，所以機體相當脆弱。D 是取自達利 (Darry) 名字的第一個英文字母，故又稱「達利鋼彈」，由於是作業用 MS，所以未配有戰鬥武器，通常是使用作業用的「7 種道具 (7つ道具)」作為武器。
- 機體類型：泛用改良型手工機械
- 機體高度：18.9 M
- 機體重量：53.4 T
- 裝甲材質：鈦合金陶瓷複合物
- 固定武裝：指部粉碎器x2、光束劍x2、磁石錨、空殼砲彈、大型黏鳥彈
- 手提武裝：光束散彈槍、柳釘槍、鑽槍、大型火槍、專用盾牌、各類有線炸彈
- 發電機出力：1820 KW
- 推進力：52050 KG ~ 98350 KG

MWS-19051G-2 D 鋼彈 2 號機
D 鋼彈 1 號機遭遇恐怖份子襲擊，因裝甲脆弱而立即損壞。因此地球聯邦軍的技師將 1 號機部份加裝鋼彈合金，並加以改造成戰鬥用MS，而成為 2 號機。因為改造成戰鬥用MS，所以整體性能大幅上升，但是因為達利沒有接受過戰鬥訓練，所以只能攜帶「7 種道具」的一部分。
- 機體類型：泛用改良型手工機械
- 機體高度：18.9 M
- 機體重量：52.8 T
- 裝甲材質：鈦合金陶瓷複合物 + 部分月神鈦合金
- 固定武裝：指部粉碎器x2、光束劍x2、磁石錨、大型黏鳥彈
- 手提武裝：光束步槍(加槍榴發射器)、柳釘槍、鑽槍、大型火槍、火箭炮、專用盾牌
- 發電機出力：2002 KW
- 推進力：53580 KG ~ 99510 KG

RGX-D3 D 鋼彈 3 號機
D 鋼彈 3 號機是由 2 號機再進一步改造而成，但是繼承 1 號機的零件已佔不到30%。另外，此機體也得到聯邦軍的承認，而賦予 RGX-D3 的編號。機體的全數裝甲換成月神鈦合金，發電機、推進器和可變框架也更換為最新型。此外，指部粉碎器也改造成腕部電磁粉碎器，使得全機體性能又進一步增長。
- 機體類型：泛用試作型MS
- 機體高度：19.5 M
- 機體重量：全裝備55.5 T
- 裝甲材質：月神鈦合金
- 固定武裝：腕部電磁粉碎器x2、光束劍x2、專用散彈槍、盾式光束步槍(加槍榴發射器)
- 手提武裝：光束步槍、火箭炮
- 發電機出力：2528 KW
- 推進力：24296 KG ~ 119412 KG

RGX-D4 D 鋼彈 4 號機
D 鋼彈 4 號機原作中未登場，僅出現於企劃中。企劃主旨是提高作戰的機動性、強化發電機、增強裝甲以及G巡洋艦的開發。戰鬥中，4 號機以與 G 巡洋艦組合成 MA 型態戰鬥。
- 機體類型：泛用試作型MS
- 機體高度：19.1 M
- 機體重量：本體41.2 T 全裝備96.8 T
- 裝甲材質：月神鈦合金
- 固定武裝：腕部電磁粉碎器x2、光束劍x2、專用散彈槍、盾式光束步槍(加槍榴發射器)
- 手提武裝：光束步槍、火箭炮
- G巡洋艦武裝：MEGA加農炮x2、光束炮x2
- 發電機出力：2763 KW
- 推進力：72658 KG ~ 137251 KG

編號不明 D高達改（SD Gundam GGENERATION-F登場）

### 地球聯邦軍
- RGM-89B 積根改
- RGD-X1/GRD-X1 GD攻擊
- RGD-X2/GRD-X2 GD加農
- MSA-008/RGM-087 巴吉姆
- MSA-005K 鋼加農探測者梅塔斯
- MSA-004K 雷姆III

### 新自護
- AMX-003C 加薩C改
- AMX-016 加薩W
- MS-06 渣古II
- AMX-011C 渣古III後期型
- AMX-102C 滋薩改
- AMX-013 滋薩丹
- MSN-X4 巴基·德卡
- AMS-119 居勒·德卡
- MSN-X0 德卡
- MSN-03 乍德·德卡

## 其他
- 本作品的機械設定福地仁設計的機動戰士，不過只是作為設定上機體沒有在故事中登場，但是機體在本作品也是存在。
  - RGX-D4 D高達4號機
  - RGD-X3/GRD-X3 GD巴斯特莱納
  - AMX-011C 渣古III後期陸戰型
  - AMX-002 加薩B
  - AMX-001 加薩
  - AMX-121 暴鎮･德卡

- 當中故事主角機D高達的「D」就是主角達力·艾爾·鋼滋的名字頭一個英文字母，所以在劇中有人稱呼「達力高達」。

## 漫畫
| 日本标题 | 出版社           | 日本ISBN           | 日本发行时间   |
| -------- | ---------------- | ------------------ | -------------- |
|          | バンダイ         | ISBN 4-89189-117-3 | 1990年11月15日 |
|          | メディアワークス | ISBN 4-84-022223-1 | 2002年12月15日 |

## 相關作品
- 機動戰士GUNDAM ZZ
- 機動戰士GUNDAM 逆襲的夏亞

## 外部連結
- http://www.gamez.com.tw/thread-237522-1-1.html（页面存档备份，存于）